# Гема Августа
Гема Августа (лат. Gemma Augustea — „Августова гема”) камеја је урађена од двобојног арапског оникса из времена Октавијана Августа. Налази се у збирци Уметничког музеја у Бечу. Гема је изузетне величине, висина износи 19 cm, а ширина 23 cm. Основу камеје чини мркоцрни доњи слој, а резбарија је урезана у млечнобелом, местимично плавичастом слоју.
Рељеф може представљати освећење храма Concordia Augusta у Риму, 9. године п. н. е. када је Тиберије, победио Далмате. У град је ушао у тријумфалној одећи, као што је представљено на геми, да би одмах затим отишао у Германију.